# Ericeia euryptera
Ericeia euryptera är en fjärilsart som beskrevs av Louis Beethoven Prout 1929. Ericeia euryptera ingår i släktet Ericeia och familjen nattflyn. Inga underarter finns listade i Catalogue of Life.